# فائزه الخرافی
فائزه محمد الخرافی (عربی: فایزة الخرافی) (زاده ۱۹۴۶) یک شیمی‌دان و فعال دانشگاهی اهل کویت است. وی از سال ۱۹۹۳ تا ۲۰۰۲ رئیس دانشگاه کویت بود. وی اولین زنی بود که ریاست دانشگاه معتبری را در خاورمیانه برعهده داشت. وی نایب رئیس آکادمی جهانی علوم است.

## سنین جوانی و تحصیل
فائزه الخرافی در سال ۱۹۴۶ در یک خانواده ثروتمند در کویت متولد شد و از کودکی به علم علاقه پیدا کرد. او در دبیرستان ال مرکب تحصیل کرد. وی لیسانس خود را از دانشگاه عین شمس در قاهره در سال ۱۹۶۷ دریافت کرد. وی سپس در دانشگاه کویت حضور یافت و در آنجا آزمایشگاه تحقیقات خوردگی و الکتروشیمی را در دوران تحصیلات تکمیلی تأسیس کرد. وی در سال ۱۹۷۲ فوق لیسانس و در سال ۱۹۷۵ دکترای خود را دریافت کرد.

## حرفه
الخرافی از سال ۱۹۷۵ تا ۱۹۸۱ در هیئت علمی شیمی دانشگاه کویت کار کرد. در سال ۱۹۸۴ وی رئیس گروه شد و از سال ۱۹۸۶ تا ۱۹۸۹ به عنوان رئیس دانشکده علوم خدمت کرد. وی در سال ۱۹۸۷ استاد شیمی در دانشگاه کویت شد. در ۵ ژوئیه ۱۹۹۳، جابر احمد الصباح امیر وقت کویت با صدور فرمانی الخرافی را به عنوان رئیس دانشگاه کویت منصوب کرد و وی اولین زنی بود که رئیس دانشگاه بزرگی در خاورمیانه شد. الخرافی پس از جنگ اول خلیج فارس، که در سال ۱۹۹۱ پایان یافت، به بازسازی دانشگاه کویت کمک کرد. وی از سال ۱۹۹۳ تا ۲۰۰۲ به عنوان رئیس دانشگاه مشغول به کار بود که بر ۱۵۰۰ کارمند، بیش از ۵۰۰۰ کارمند و بیش از ۲۰٬۰۰۰ دانشجو نظارت داشت.
الخرافی نشان داد که طرفدار تحقیق در کویت است. در سال ۱۹۸۶ الخرافی و همکارانش، توسعه تحقیقات علمی کویت را با سایر کشورهای جهان سوم بررسی و مقایسه کردند. الخرافی در تحقیق خود توانست توانایی موسسات آموزش عالی کویت را در انجام تحقیقات علمی مربوطه نشان دهد.
الخرافی تأثیر خوردگی بر روی سیستم‌های خنک‌کننده موتور، واحدهای تقطیر نفت خام و نمک‌زدایی آب با درجه حرارت بالای حاصل از انرژی زمین‌گرمایی را مطالعه کرده‌است. وی همچنین در مورد خوردگی در آب‌های آلوده و خوردگی فلزات ناشی از آلودگی مطالعه کرده‌است. وی به عنوان یک الکتروشیمی‌دان، رفتار الکتروشیمیایی فلزات و آلیاژهای فلزات از جمله آلومینیوم، مس، پلاتین، نیوبیوم، وانادیوم، کادمیوم، برنج، کبالت و فولاد کم کربن را مطالعه کرده‌است. وی در کشف گروهی از کاتالیزورهای مبتنی بر مولیبدن که اکتان بنزین را بدون محصولات جانبی بنزن بهبود می‌بخشد همکاری کرد.
وی در سال ۱۹۹۸ به عضویت هیئت رئیسه دانشگاه سازمان ملل درآمد. به دنبال تصویب حق رأی دادن زنان در کویت در سال ۲۰۰۵، وی در اظهارنظری گفت: «ما حق سیاسی داریم، می‌توانیم نظر خود را بیان کنیم و به فرد صحیح رأی دهیم. . . این به ما فرصتی می‌دهد تا ایده‌های خود را بیان کنیم.» در سال ۲۰۰۶، وی به تأسیس مدرسه دو زبانه آمریکایی در کویت کمک کرد. وی در بسیاری از هیئت‌ها از جمله بنیاد علوم پیشرفت کویت، القاباس، مرکز منابع طبیعی کویت و MIT و محیط زیست فعالیت می‌کند.

## جوایز و افتخارات
مجله فوربس در سال ۲۰۰۵ وی را به عنوان یکی از «۱۰۰ زن قدرتمند - زنانی که باید در خاورمیانه موردتوجه قرار گیرند» معرفی کرد. وی در سال ۲۰۰۶ جایزه علوم کاربردی کویت را دریافت کرد. شورای روابط خلیج فارس وی را در سال ۲۰۰۸ به عنوان زن برتر سال خلیج فارس معرفی کرد. در سال ۲۰۱۱ وی برای کار در زمینه خوردگی جایزه L'Oréal-UNESCO برای زنان در علوم را دریافت کرد.

## زندگی شخصی
الخرافی با علی محمد ثانیان الغانیم ازدواج کرده‌است و دارای پنج پسر و ده نوه است. مرزوق الغانیم از فرزندان وی، رئیس کنونی مجلس شورای ملی کویت است. برادران وی جاسم الخرافی، رئیس سابق مجلس ملی کویت و ناصر الخرافی هستند. او در ثروت گروه خرافی شریک است.

## آثار
- Al-Kharafi, Faiza (1983). Al Saratan Aw Al Khelyat Al Moutamarida [Cancer or Rebellious Cells].
- Al-Kharafi, Faiza (1986). Al Hareb Al Kimaeya [Chemical War].
- Abdullah, Aboubakr M.; Al-Kharafi, Faiza M.; Ateya, Badr G. (May 2006). "Intergranular corrosion of copper in the presence of benzotriazole". Scripta Materialia. 54 (9): 1673–1677. doi:10.1016/j.scriptamat.2006.01.014.
- Makhseed, Saad; Al-Kharafi, Faiza; Samuel, Jacob; Ateya, Badr (25 April 2009). "Catalytic oxidation of sulphide ions using a novel microporous cobalt phthalocyanine network polymer in aqueous solution". Catalysis Communications. 10 (9): 1284–1287. doi:10.1016/j.catcom.2009.01.034.

## بیشتر خواندن
- "Kuwait University leader wants students who can adapt to change". Dallas Morning News. Reuters. 11 December 1993.
- "Kuwait Educator Sees a Need to Adapt College Curriculum to Changing World". Chicago Sun-Times. Reuters. 11 January 1994.
- بولاگ، برتون. «اولین رئیس دانشگاه زن جهان عرب، احیای کویت را هدایت می‌کند.» تواریخ آموزش عالی 40.24 (1994): A45. بیوگرافی در متن. وب ۲۰ ژوئن ۲۰۱۳.